# Võru staadion
Das Võru staadion ist ein Fußballstadion mit Leichtathletikanlage in der estnischen Stadt Võru im gleichnamigen Kreis. Die Anlage hat ein Fassungsvermögen von 1.600 Zuschauern. Es ist die Heimspielstätte des JK Võru. Im Jahr 2012 wurden zwei Spiele des Baltic Cups im Fußball hier ausgetragen, darunter das Finale.